# Jörg Ruhloff
Jörg Ruhloff (* 22. November 1940 in Königsberg; † 3. Dezember 2018) war ein deutscher Professor für Allgemeine und historische Erziehungswissenschaft an der Bergischen Universität Wuppertal.

## Leben
Jörg Ruhloff wuchs in Königsberg auf und ging dann für das Studium an die Universitäten Erlangen-Nürnberg und Wien. Ebendort wurde er 1965 mit einer Arbeit zu Paul Natorps Grundlegung der Pädagogik zum Dr. phil. promoviert. Sein Doktorvater war Marian Heitger. Ruhloff war zunächst Assistent bei Wolfgang Fischer in Nürnberg. 1975 erhielt er seinen ersten Ruf auf eine Dozentur an die Universität-Gesamthochschule Duisburg. 1979 habilitierte sich Ruhloff mit der Monographie Das ungelöste Normproblem der Pädagogik. Im selben Jahr erhielt er einen Ruf an die damalige Gesamthochschule Wuppertal für eine Professur für Systematische und historische Pädagogik. Bis zu seiner Emeritierung im Jahre 2006 bekleidete Ruhloff diese. In Wuppertal arbeitete er u. a. mit Irmintraut Hegele und Michele Borelli zusammen (Deutsche Gegenwartspädagogik in drei Bänden, 1993–1998) und führte auch im Ruhestand seine Kolloquien weiter. Im Jahre 2003 wurde Ruhloff die Ehrendoktorwürde der Humboldt-Universität zu Berlin verliehen. Bis zu seinem Tod forschte und publizierte Jörg Ruhloff trotz anhaltender Krankheit weiter. Er verstarb im Alter von 78 Jahren.

## Werk
Ruhloff stand in der Tradition der sog. Petzelt-Schule, die sich einer prinzipienwissenschaftlichen Pädagogik verschrieben hat. In diesem Sinne gilt Immanuel Kant als bedeutender Bezugspunkt in Ruhloffs Werk. Neben Schriften zur Ästhetischen Bildung und Sexualpädagogik galt Ruhloffs Forschungsinteresse primär systematischen Fragen. Vernunft, Kritik, Skepsis und Widerstreit waren wiederkehrende Topoi in Ruhloffs Schriften, als seine bekannteste Veröffentlichung dürfte seine Habilitationsschrift Das ungelöste Normproblem der Pädagogik (1979) gelten. Darin etablierte Ruhloff die transzendentalkritisch-skeptische Methode, deren problematisierender Vernunftgebrauch in der bildungstheoretisch informierten Erziehungswissenschaft als kanonisch angesehen werden kann. In der aktuellen Debatte um die Bildungsreform der Schule und Hochschule – als deren scharfer Kritiker sich Ruhloff zeigte – erfährt diese Schrift anhaltende Rezeption. Mehrere Beiträge Ruhloffs der 2000er-Jahre thematisieren entsprechend das Verhältnis von Bildungspolitik, Bildungstheorie und Bildungsforschung.

## Schriften (chronologische Auswahl)
- Ruhloff, Jörg (1966). Paul Natorps Grundlegung der Pädagogik. Diss. phil. Freiburg i. Br.: Lambertus.
- Ruhloff, Jörg (1979). Das ungelöste Normproblem der Pädagogik. Eine Einführung. Heidelberg: Quelle & Meyer.
- Fischer, Wolfgang/Ruhloff, Jörg/Scarbath, Horst (Hrsg.) (1982): Normenprobleme der Sexualpädagogik. Heidelberg: Quelle & Meyer.
- Fischer, Wolfgang/Ruhloff, Jörg (Hrsg.) (1993): Skepsis und Widerstreit. Neue Beiträge zur skeptisch-transzendentalkritischen Pädagogik. St. Augustin: Academia.
- Ruhloff, Jörg (1996): Bildung im problematisierenden Vernunftgebrauch. In: Deutsche Gegenwartspädagogik, hrsg. v. Michele Borelli. Baltmannsweiler: Schneider-Verlag Hohengehren. S. 148–157.
- Ruhloff, Jörg (2007): „Einmaligkeit“ oder Kritik einer wissenschaftspolitischen Machterschleichung. In: Pädagogische Korrespondenz 37, S. 5–17.
- Ruhloff, Jörg (2007): Erziehungswissenschaft und Bildungsforschung. In: Erziehungswissenschaft 18, Bd. 35, S. 51–56.
- Ruhloff, Jörg (2010): Ist Kunst lehrbar? Kunstlehre in der Renaissance und ihre Infragestellung durch Kant. In: Ästhetik und Bildung, hrsg. v. Birgitta Fuchs. Würzburg: Ergon. S. 21–44.
- Ruhloff, Jörg (2011): Bemerkungen zum Wissenschaftsbegriff in der Gegenwartspädagogik. In: Von der Säkularisierung zur Sakralisierung. Spielarten und Gegenspieler von Vernunft in der Moderne. Festschrift für Karl Helmer zum 75. Geburtstag, hrsg. v. Gaby Herchert und Sascha Löwenstein. Berlin: wvb Wissenschaftlicher Verlag Berlin. S. 207–217.
- Ruhloff, Jörg (2012): Nur durch Erziehung Mensch? In: Pädagogische Korrespondenz 45, S. 7–19.
- Petzelt, Alfred (2018): Grundzüge systematischer Pädagogik. Neu herausgegeben von Thomas Mikhail und Jörg Ruhloff. Freiburg i. Br.: Lambertus.